# 五龙洞镇
五龙洞镇，是中华人民共和国陕西省汉中市略阳县下辖的一个乡镇级行政单位。2011年，原九中金乡撤销成立五龙洞镇。

## 行政区划
五龙洞镇下辖以下地区：
中川坝村、田家坝村、垭河村、五龙洞村、九股树村、三川坝村、马莲坪村、金池院村、下坝村和班竹园村。